# Баба (Марамуреш)
Баба (рум. Baba) — село у повіті Марамуреш в Румунії. Входить до складу комуни Короєнь.
Село розташоване на відстані 370 км на північний захід від Бухареста, 38 км на південь від Бая-Маре, 63 км на північ від Клуж-Напоки.

## Населення
За даними перепису населення 2002 року у селі проживали 383 особи, усі — румуни. Усі жителі села рідною мовою назвали румунську.